# Zingiber
Genre
Classification phylogénétique
Synonymes
- Amomum L.(1753), nom rejeté
- Pacoseroca Adans.
- Thumung J.Koenig in A.J.Retzius
- Dieterichia Giseke
- Jaegera Giseke (1792)
- Cassumunar Colla (1830)
- Zerumbet Lestib. 1841 illégitime
(ni Garsault 1764, ni Wendl. 1798)
- Dymczewiczia Horan.

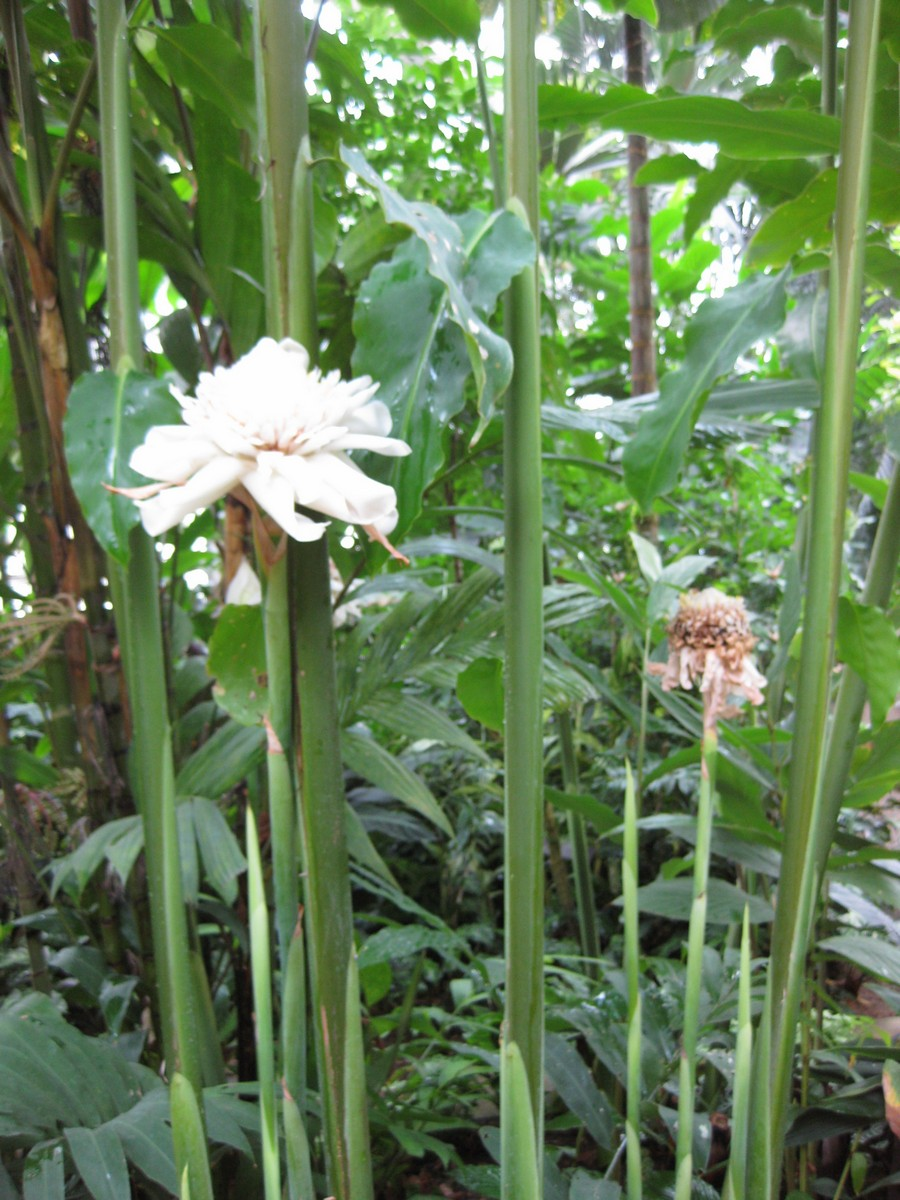
Zingiber ottensii, dans le Jardin botanique de la reine Sirikit, en Thaïlande.

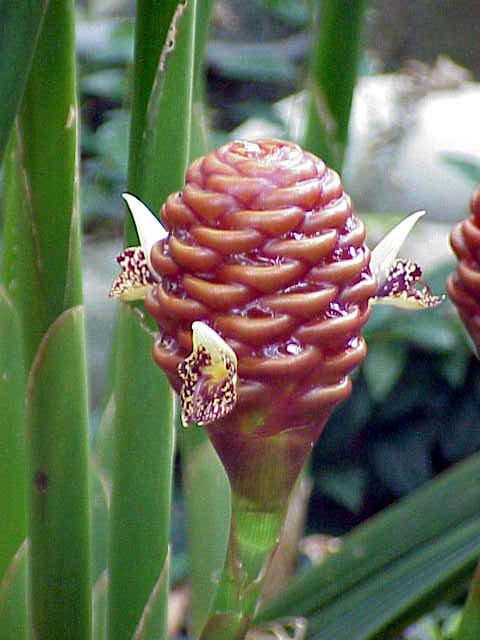
Zingiber macradenium.

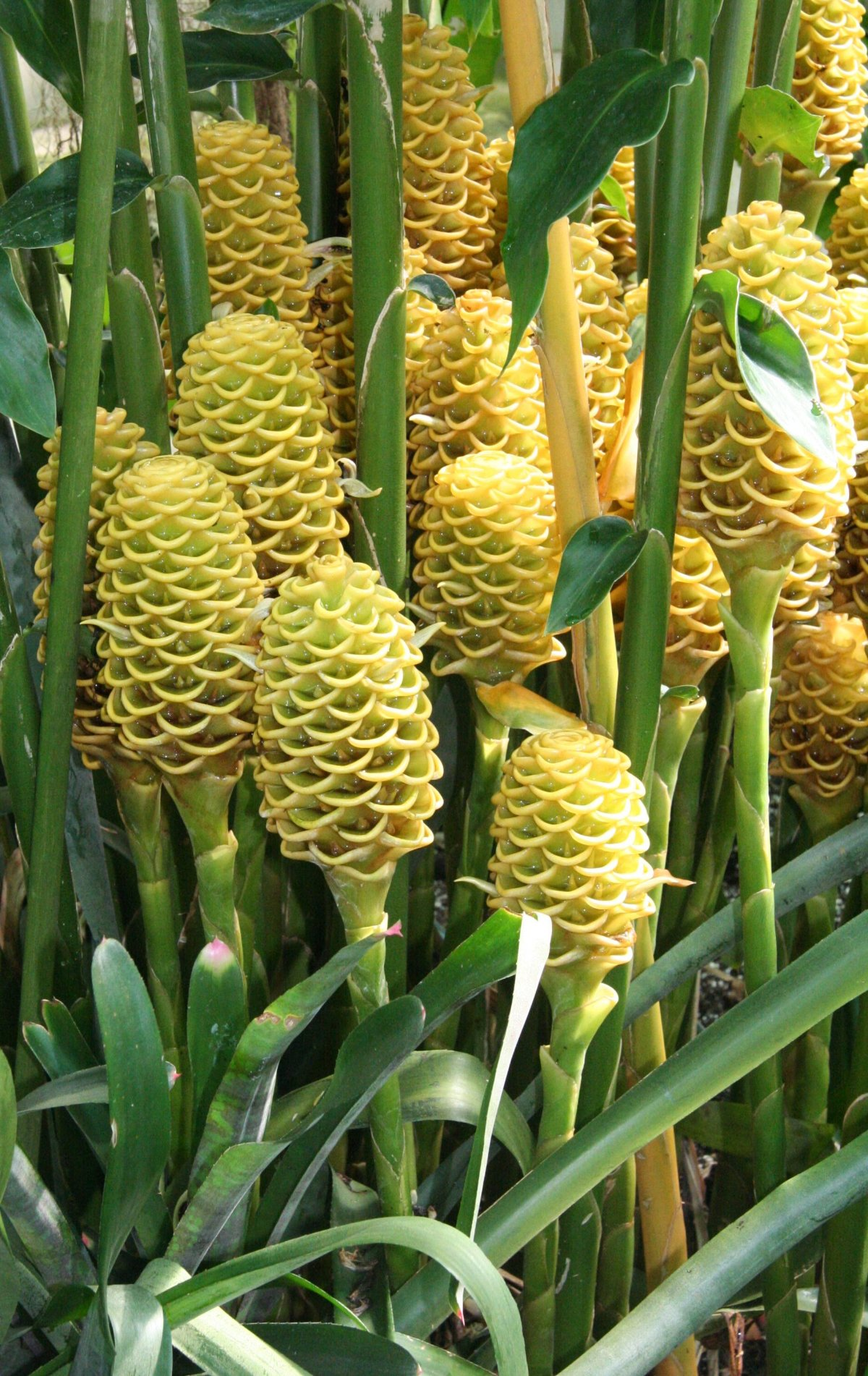
Zingiber spectabile.

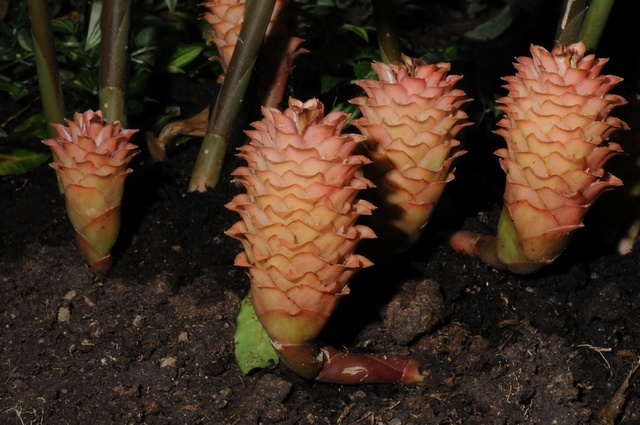
Zingiber wrayi.

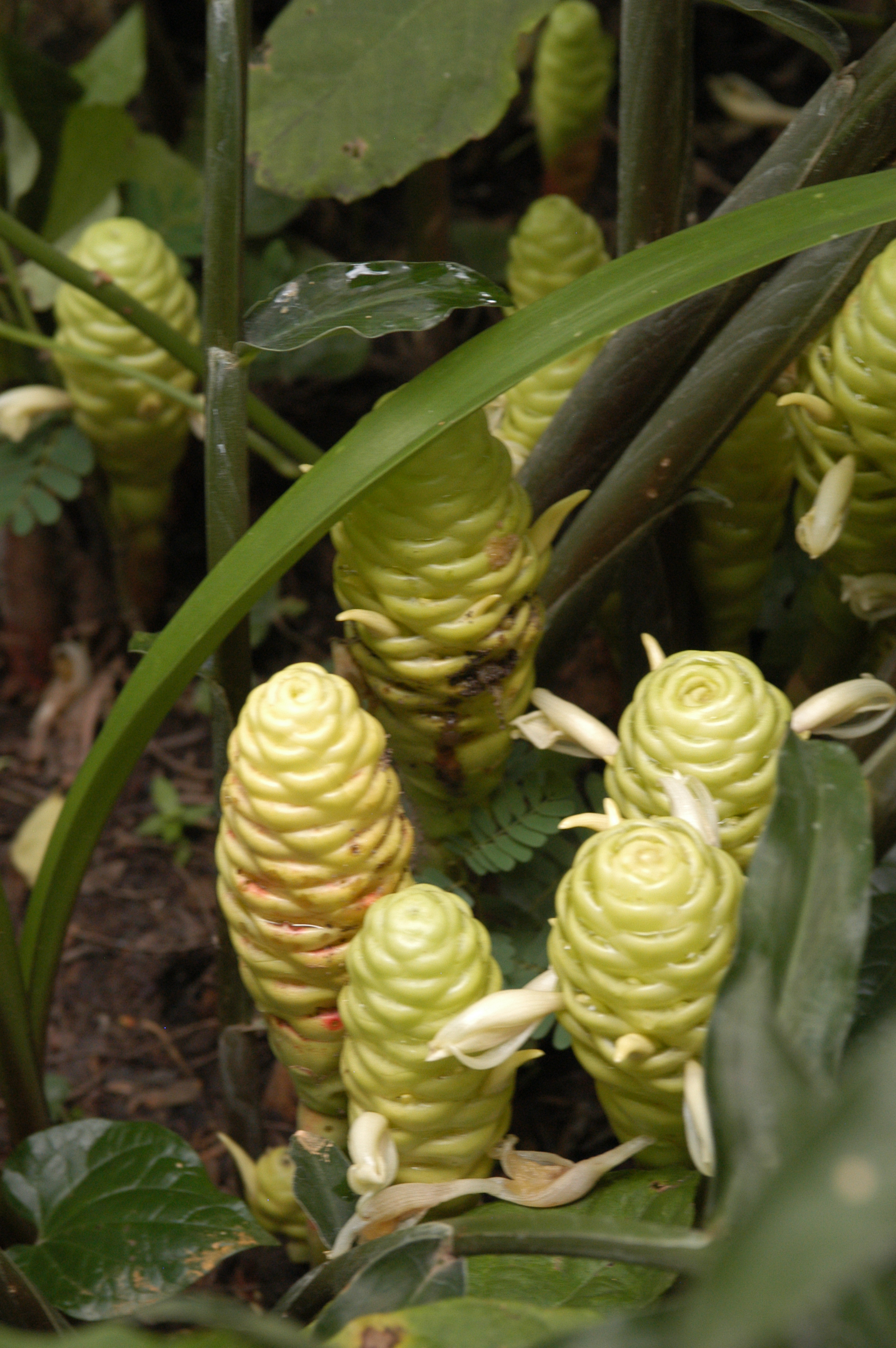
Zingiber zerumbet.

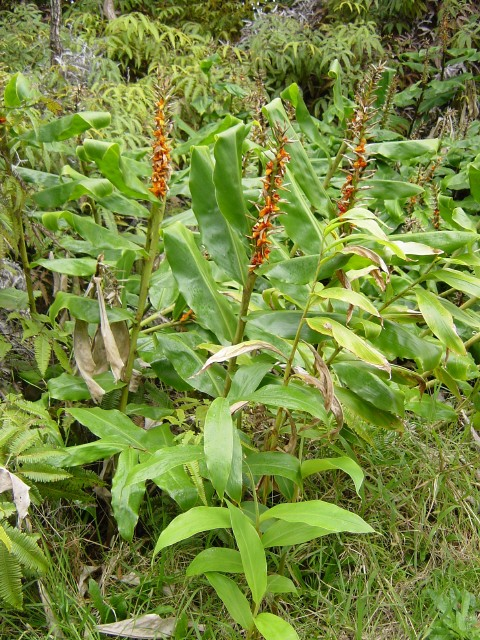
Zingiber officinale.

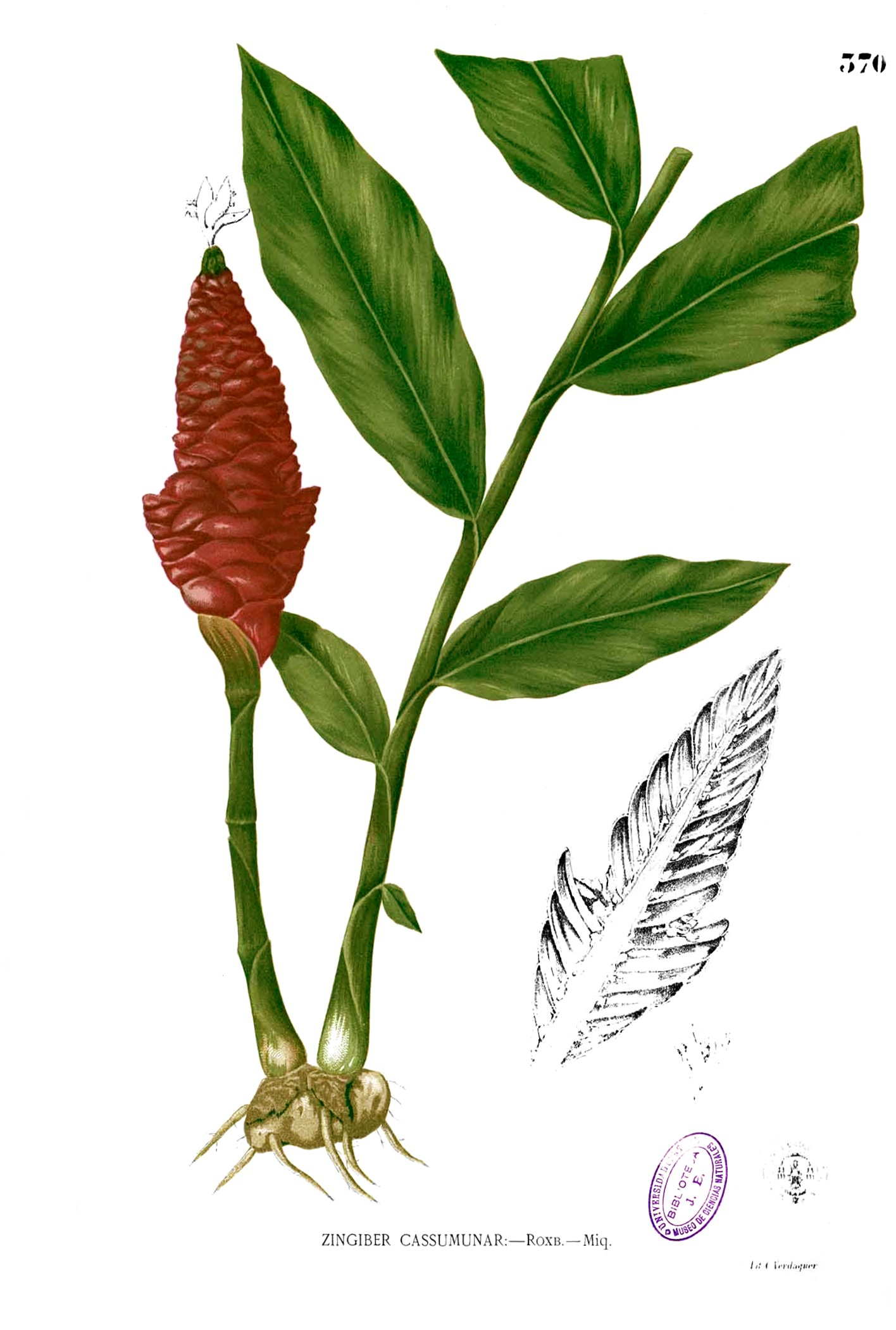
Zingiber montanum.

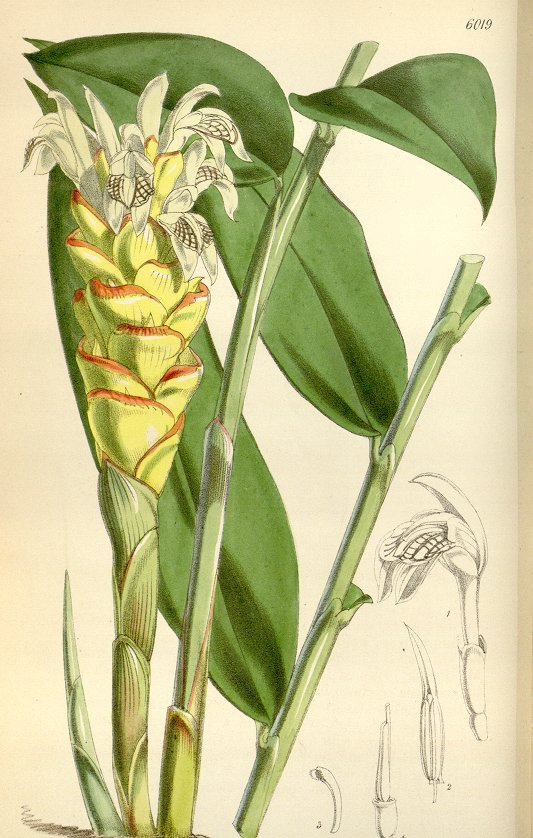
Zingiber parishii.

Zingiber est un genre de plantes de la famille des Zingiberaceae qui comprend une centaine d'espèces.
C'est le genre des gingembres véritables dont trois espèces : le gingembre officinal, le gingembre japonais et Zingiber zerumbet sont largement utilisés dans l'alimentation humaine.

## Synonymes du genre
- Amomum L.(1753), nom rejeté
- Pacoseroca Adans.
- Thumung J.Koenig in A.J.Retzius
- Dieterichia Giseke
- Jaegera Giseke (1792)
- Cassumunar Colla (1830)
- Zerumbet T.Lestib. 1841, homonyme illégal, ni Garsault 1764 ni J.C. Wendl. 1798
- Dymczewiczia Horan.

## Liste d'espèces
Le genre Zingiber contient 100 à 150 espèces dont :
Selon World Checklist of Selected Plant Families (WCSP) (10 sept. 2011) :

## Espèces aux noms synonymes, obsolètes et leurs taxons de référence
Selon World Checklist of Selected Plant Families (WCSP) (10 sept. 2011) :